# دهب (ديزني)

العم دهب على غلاف مجلة ميكي ماوس في النسخة الألمانية

العم دهب أو ذهب أو أنكل سكروج كما في التسمية الإنكليزية Uncle Scrooge شخصية كرتونية، ابتكرها كارل باركس، وظهرت لأول مرة عام 1947. وهو بطة ثري يمتلك خزنة كبيرة ممتلئة بالنقود ويتميز ببخله الشديد وحرصة على جمع المال ويعيش في مدينة البط ويوصف بأغنى بطة فيها، ويعتبر دهب خالًا لـبطوط والذي هو بدوره شخصية كرتونية أخرى كثيرًا ما تكون بصحبة دهب في قصصه ومغامراته.
وفي اللغة الإنكليزية فإن اسم دهب كثيرًا ما يكون مقرونًا بالمقطع Mc أو McDuck وهذا المقطع (ماك) المضاف إلى اسمه هو مقطع يستخدم في الأسماء الإسكتلندية، حيث يقصد به القول بأن العم دهب ذو طباع إسكتلندية، وذلك لأن الصورة النمطية الشهيرة عن أهل اسكتلندا تتعلق بحرصهم على المال.
يعيش دهب في مدينة البط حيث تدور أحداث قصصه، ومنافسه اللدود هو «ياقوت» أو «دهبان» كما في التسمية الخليجية، وهو بطة غنية أخرى مثل العم دهب لكنه جنوب إفريقي أبيض، ويحاول دائمًا التفوق على دهب في جمع المال، ولكن دهب يتفوق عليه دائمًا. وهناك منافس آخر لدهب اسمه «فضة» ولكنه أقل ظهورًا من دهبان.
يحتفظ العم دهب بقرش مميز ويسميه قرش الحظ ومصدر تفاؤله واعتزازه بهذا القرش يعود إلى كونه أول قرش كسبه، وغالبًا ما يظهر في قصص عديده وهو يقاوم بطة ساحرة تسمى «سونيا» أو «فتنة» وهي تحاول سرقة هذا القرش لاستخدامه في وصفاتها السحرية، غير أنها تفشل في كل مرة تسرقه في الاحتفاظ به، حيث يستعيده دهب في النهاية بعد مغامرات ممتعة بصحبة بطوط وأبناء أخته الثلاثة.

## شخصية العم ذهب
العم ذهب واسمه الكامل ذهب آل البط (بالإنكليزية Scrooge McDuck) هو أغنى إنسان أو بالأحرى بط في العالم، ينحدر من أصول اسكتلندية، لكنه يعيش في مدينة البط في مكان خيالي بالقارة الأمريكية. يتميز أن اسمه هو أول اسم تم تعريبه عند ترجمة أول القصص للعربية، في حين لم تعرب الأسماء الأخرى حتى وقت لاحق. بيد أن المترجم استخدم «عم» عوضًا عن «خال»، لأنه لا فرق بين الكلمتين بالإنكليزية والشجرة العائلية لم تنشر بعد حينئذ لتوضح علاقة دهب ببطوط.
هو في الحقيقة خال بطوط وليس عمه، حيث إنه أخ أمه «قرنفلة» (بالإنكليزية: Hortense McDuck)، ودهب هو خال أخت بطوط «مرمر» (بالإنكليزية: Della Duck) والتي هي بدورها أم سوسو، توتو ولولو (أو فرفور وكركور وزرزور)، التي تركتهم بعهدة بطوط بعد مرض زوجها.
يحظى العم دهب بلقب أغنى شخص في العالم (ويريد ياقوت سرقة اللقب منه) كما يمتلك خزنة ضخمة من ثروته (تريد عصابة القناع الأسود سرقته) التي أسسها بنفسه كما ورد في قصص دون روزا «حياة دهب آل البط» التي ترجمت جزئيًا للعربية في مجلة ميكي دار الهلال بعنوان «شباب دهب». كما مازال يحتفظ بقرش الحظ وهو قطعة عشر سنتات أمريكية من 1875 تعد أول قطعة كسبها بعرق جبينه في حياته (تريد الساحرة سونيا سرقته). يتميز دهب ببخله الأسطوري، لكنه يمتلك أيضًا جانبًا بطوليًا إنسانيًا ويحب عائلته. حسب قصص دون روزا، لا يزال دهب يكن حبًا لراقصة في ألاسكا تدعى «غولدي» (لم يتغير اسمها في النسخ العربية).
ظهرت هذه الشخصية لأول مرة في قصة لكارل باركس في 1947. حسب دون روزا، عاش العم دهب بين 1867 و1967، وأغلب القصص المنشورة تدور أحداثها الخيالية في حوالي 1955. نتج عن ذلك ذكر الحرب الباردة في بعض القصص.

## عائلة دهب

غلاف مجلة العم دهب العربي من سلسلة دار اخوان معروف المصرية في الثمانينات المختصة في قصص كارل باركس

- بطوط (Donald Duck): هو ابن أخت دهب. أمه الراحلة هي «قرنفلة» (Hortense McDuck) وأبوه «فرفر» في الترجمة العربية عصبيان ورث عنهما طبعهما. لا تزال خالته ماتيلدا (لم يذكر اسمها في النسخة العربية من «شباب دهب») على قيد الحياة. في الأعداد الخمسة الخاصة من مجلة سمير، وأول أربعة أعداد من مجلة ميكي دار الهلال، حافظ على اسمه الأصلي دونالد داك في الترجمة العربية، لكن عرب اسمه بعد ذلك.
- ديدي بطوطة، (Daisy Duck): هي خطيبة بطوط، لكن رغم أن لديهما نفس اللقب فإنها ليست قريبته، لكن تربطها قرابة بوالد التوائم الثلاثة سوسو وتوتو ولولو. أحيانا تستضيف بنات أختها عندها، وهن ريري وفيفي وديدي في ترجمة دار الهلال (April، May، June).
- فرفور وكركور وزرزور (Huey، Dewey and Louie Duck): هم أبناء أخت بطوط. أمهم «مرمر» (Della Duck) تركتهم في عهدة أخيها ليربيهم ثم رحلت مع زوجها لعلاجه. لم يذكر اسم والدهم المزارع في أي من القصص. ينتمي هؤلاء التوائم الثلاثة لمنظمة كشافة ترجمت لعدة أسماء: منظمة السمور (ترجمة دار الشروق، وهي الأقرب للأصل الإنكليزي: القنادس الصغار)، الأشبال (ترجمات دار الهلال) أو الكشافة الصغار (ترجمة خليجية). ويصطحبون بطوط الذي ينادونه بـ«العم بطوط»، و«العم دهب» في مغامراتهم حول العالم.
- محظوظ سعادة (Gladstone): ابن خالة بطوط، ومنافسه على حب بطوطة. يتميز بحسن حظه الخارق للعادة. ولد من أب أرستقراطي متعجرف، وأم شديدة الحظ تدعى «نوسة» في الترجمة العربية.
- لوز (Gus Goose) ويعرف أيضا باسم جوز (كلا الاسمين من ترجمة دار الهلال) أو بطبط (ترجمة خليجية، لكن يشبه الاسم كنية بطوط عندما كان صغيرًا في قصص دار الهلال). هو حفيد «زبيب» أخ الجدة بطة، لكنه يعيش معها في المزرعة ويعمل معها. يقضي أغلب وقته في النوم.
- فرفور (Fethry Duck): ابن عمة بطوط هو فوضوي دائمًا ويتميز بالغباء المفرط ويجعل بطوط بقع معه في مشاكلة المتعددة
- الجدة بطة (Elvira Duck): هي أم فرفر والد بطوط، نوسة والدة محظوظ، وبرقوق والد فكري. كما أن أخوها «زبيب» هو جد لوز الذي يقوم بمساعدتها في المزرعة. زوجها يدعى «جوز»، وأخوها «زبيب» الذي باع أرضه لدهب بعد أن أنقذ حياته. تنحدر بطة من الجد المؤسس لمدينة البط. الجدة بطة ربت بطوط عندما كان صغيرًا وكانت تطلق عليه اسم «بطبط» في ترجمة ميكي جيب دار الهلال.
- فركوك (Ludwig Von Drake): هو بطة نمساوي زوج ماتيلدا أخت دهب، لا يظهر كثيرا في مغامرات دهب لكنه يساعده بأفكاره الغريبة العبقرية.

### أصدقاء دهب
- عبقرينو (Gyro): مخترع عبقري، وهو حفيد «عبقوري» الذي التقى به دهب. لديه مساعد آلي صغير على رأسه مصباح يدعى «زيزو» في الترجمات العربية.
- الآنسة كاتبة (Emily Quackfaster): سكرتيرة العم دهب، تعمل عنده في الخزنة وتتولى استقبال الضيوف، ظهرت باسم «سريعة» في النسخ المصرية.
- غولدي: راقصة حانات في الكلوندايك خدرت دهب لتسرق منه صخرة البيضة الذهبية التي عثر عليها. قام دهب بهدم الحانة على من فيه واختطفها لتعمل له شهرًا دون مقابل في منجمه وتنام في كوخ مجاور لكوخه لكي تعرف قيمة ما سرقته. يتبين أنه بعد فراقها مع دهب أنهما يحبان بعضهما. تظهر هذه الشخصية في عدة قصص للرسام دون روزا.

### أعداء دهب
- ياقوت (ترجمة دار الهلال، مصر) أو «الحجري» (ترجمة إخوان معروف، مصر) أو «دهبان» (الترجمة العربية الرسمية): مليونير جنوب إفريقي أبيض، ليس شريفًا في عمله وكثيرًا ما ينافس دهب، بل ويمتلك أيضًا خزنة مال مثله. التقى به عندما كانا يشكلان ثروتهما أيام الشباب في الحلقة 6 من «حياة دهب آل البط». ظهر لأول مرة في قصة للرسام كارل باركس، لكنه ظهر منذ ذلك الحين في قصص لرسامين أمريكيين. الاسم الإنكليزي: Flintheart Glomgold.
- فضة (ترجمة دار الهلال، مصر): مليونير آخر أمريكي منافس لدهب، لكن على النقيض من ياقوت، فقد ورث ثروته كلها ولم يتعب لكسبها، كما أنه لا يشاطر دهب مبادئه حول الشرف وقيمة العمل. ظهر لأول مرة في قصة للرسام كارل باركس في 1961 في سباق زوارق مع دهب لاختيار أفضل زيت محرك، لكنه ظهر منذ ذلك الحين في قصص لرسامين إيطاليين بدلًا من ياقوت. ظهر في الحلقة 4 من «حياة دهب آل البط» واسمه الإنكليزي والإيطالي John D. Rockerduck.
- الساحرة سونيا (ترجمة دار الهلال، مصر) أو «فتنة» (ترجمة عربية رسمية): هي ساحرة إيطالية تريد سرقة قرش الحظ، وهو أول قطعة نقدية كسبها دهب. تخطط هذه الساحرة لصهر القرش في فوهة بركان فيزوف كي تحصل على تميمة سحرية تجعل كل ما تلمسه ذهبًا خالصًا ومنها تصبح أغنى امرأة في العالم. غرابها الأليف الناطق «فرحان» هو في الحقيقة أخوها المتحول الذي يساعدها، ولديها ساحرة صديقة لها تدعى «نونا المجنونة» (Madam Mim) وتساعدها في شرورها. ظهرت لأول مرة في قصة لكارل باركس عام 1961، لكنها شعبية جدًا في إيطاليا ورسمت لها عدة قصص هناك. اسمها بالإنكليزية Magica De Spell.
- عصابة القناع الأسود: هم مجموعة من سبعة أو ثمانية لصوص مقنعين يريدون سرقة خزنة مال العم دهب.
- الفارس الأسود: لص فرنسي مغرم بالفن وهو ثري في حياته العلنية، مستوحى من أرسين لوبين، ظهر في قصتين لدون روزا. يرتدي درعا صبغه بالمذيب العجيب الذي يفتت كل شيء يلمسه (ما عدا الألماس) الذي صنعه عبقرينو في قصة سابقة. ترجمت قصة المذيب للعربية في ميكي دار الهلال (تحت عنوان «محلول الذوبان» في 3 أجزاء)، لكن قصص الفارس الأسود الاثنتين لم تترجما.

## سلسلة شباب دهب

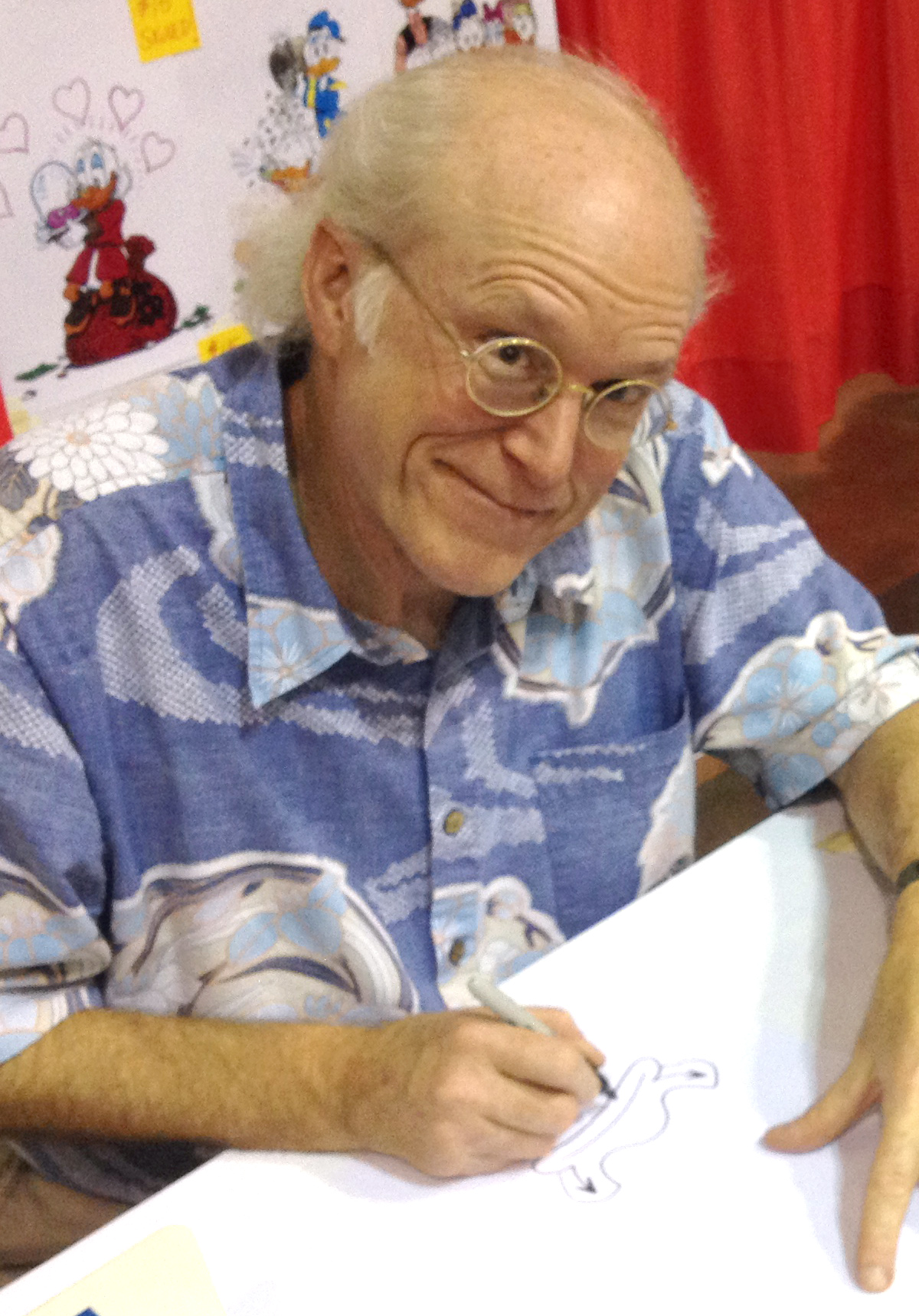
دون روزا يرسم العم دهب في مؤتمر ميجاكون 2012

هي سلسلة فنية من القصص المصورة مكونة من 12 حلقة تناولت حياة دهب منذ بداية حياته حتى الوقت الحاضر، ألفها ورسمها الفنان دون روزا، واعتمدت لاحقًا كمرجع لشجرة عائلة البط.
«حياة دهب آل البط» (بالإنكليزية The Life and Times of Scrooge McDuck) هي سلسلة قصص مصورة للرسام الأمريكي إيطالي الأصل دون روزا، وهي أثره الأشهر من بين قصصه الست والثمانين. تتكون هذه السلسلة من 12 جزءًا في طبعتها الأصلية، ونشرت لأول مرة في البلدان الاسكندنافية في 1992 (رغم أن الخام الأصلي للقصة بالإنكليزية، وذلك لمشاكل في النشر بأمريكا)، ثم في فرنسا في 1994 تحت عنوان «شباب دهب» وبتقطيع مختلف للرسوم، وهذه النسخة هي التي ترجمت جزئيًا للعربية في مجلة سوبر ميكي دار الهلال ابتداء من العدد 1822 (21-03-1996) تحت نفس العنوان.
تم إضافة عدد من القصص الأخرى للسلسلة لسد الثغرات التاريخية بين القصص والتوسع في قصة غولدي، لكنها لم تترجم للعربية.
والقصص الرئيسية هي:
0- بط وقروش وأقدار: لم تترجم للعربية.

تحاول الساحرة سونيا العودة عبر الزمن في أحداث الحلقة 1 لكي تسرق قرش الحظ من دهب وهو صغير.

1- آخر فرد من عائلة آل البط: لم تترجم للعربية.

دهب الصغير يكتشف قصر أجداده في اسكتلندا ويعقد العزم على إعادة مجدهم البائد. بعد أن عمل كماسح أحذية ونال قرشه الأول، قرر السفر لأمريكا بحثًا عن عمه «جواهر» (بالإنكليزية: Angus McDuck) الذي ذهب لتحصيل ثروته هناك.

2 – سيد الميسيسيبي: ترجمت للعربية بعنوان الحلقة الأولى.

أول لقاء لدهب مع عمه «جواهر» (بالإنكليزية: Angus McDuck)، والد عبقرينو المدعو «عبقوري» (بالإنكليزية Ratchet Gearloose)، وجيل آباء عصابة القناع الأسود.

3 – راعي بقر باد لاند (الأراضي السيئة في الترجمة): بالعربية الحلقة الثانية.

أول لقاء لدهب وهو راعي بقر مع ثيودور روزفلت قبل أن يصبح رئيسًا للولايات المتحدة.

4 – غازي تل النحاس: بالعربية الحلقة الثالثة.

دهب ينقب عن النحاس ويلتقي «فضاوي» والد «فضة» (بالإنكليزية Rockerduck)، لكنه يضطر للتخلي عن كل شيء ليسدد ديون عائلته.

5 – سيد قلعة آل البط الجديد: بالعربية الحلقة الرابعة.

يعود دهب لسداد دين عائلته والدفاع عن شرفها، لكنه يصاب ويلتقي بأجداده في العالم الآخر. أسقطت النسخة العربية أسماء والد دهب، وجميع أجداده، ما عدا «زركون» (بالإنكليزية: Sir Quackly McDuich، بالفرنسية: Duncan McPicsou).

6 – مروع ترانسرفال: بالعربية الحلقة الخامسة.

أول لقاء بين دهب وياقوت (بالإنكليزية Flintheart Glomgold) في جنوب إفريقيا.

7 – البط حالم صحراء نيفر نيفر: لم تترجم للعربية.

بعد أن خلص دهب منجمًا من سكان أستراليا الأصليين من قاطع طرق بالصحراء، وبعد فيضان رهيب، اتبع دهب نبوءة العراف بمستقبله وذهب للتنقيب عن الذهب في الكلوندايك.

8 – ملك الكلوندايك: ترجمت للعربية مقسمة إلى جزئين كليهما من 12 صفحة: الحلقة السادسة والسابعة.

9 – ملياردير الأراضي النائية: بالعربية الحلقة الثامنة.

10 – غازي حصن مدينة البط: بالعربية الحلقة التاسعة.

دهب يذهب مع أختيه «قرنفلة» وأخته الثانية (ماتيلدا، لا اسم لها في الترجمة العربية) إلى مدينة البط، وهناك يلتقون بالجدة بطة أخت زبيب، وزوجها جوز، وأبنائهم «نوسة» (أم محظوظ)، «برقوق» و«فرفر» (زوج «قرنفلة» المستقبلي ووالد بطوط)

11 – مشيد الإمبراطورية أصيل كاليسوتا: بالعربية الحلقة العاشرة (16 صفحة) والحادية عشرة (8 صفحات)

12 – أغنى بط في العالم: بالعربية الحلقة الثانية عشر. النسخة التي ترجمت تتضمن 16 صفحة، وهي نسخة ناقصة تنقصها 3 صفحات.

## مسلسلات كرتونية

### قصص بطوطية

النسخة العربية لكوميكس "حكايات بطوطية" الورقي لدار اخوان معروف المصرية بعنوان "حكايات مدينة البط"

تم إنتاج سلسلة تلفزيونية كرتونية في 1987 من 100 حلقة بعنوان «قصص بطوطية» في النسخة العربية (DuckTales). تم لاحقا إنتاج فيلم بعنوان «قصص بطوطية: كنز المصباح المفقود» في 1990. تمت دبلجة كل هذه الحلقات للعربية سنة 1997 باللهجة المصرية كما عرض الفيلم مرة أخرى مدبلجًا ثم مترجمًا للعربية بالصوت الإنكليزي لاحقًا وتمت دبلجته باللهجة المصرية في ستوديو كونسيبتس ميديا. كما تم بعد ذلك بقليل دبلجة سلسلة «دهمان بطة» (Darkwing Duck) التي يعود فيها بعض أبطال السلسلة الرئيسية.
تم عمل كوميكس ورقي مقتبس عن المسلسل التلفزيوني ابان العرض الأصلي ترجمت بعضها للعربية مجلة ميكي الهلال المصرية ودار إخوان معروف (تحت عنوان «حكايات مدينة البط» ليصبح هندباد اسمه «زرزور»، و«زيزي» اسمها «فوفي») ومجلات لبنانية مختلفة في فترة التسعينات.
تدور أحداث المسلسل في مدينة البط التي أصبح اسمها «بط ستان» (Duckburg). تختلف هذه السلسلة كثيرا عن الكوميكس الورقي وعن قصص كارل باركس بحيث أن طباع الشخصيات مختلفة جدًا وبطوط لا يظهر الا نادرًا وتمت إضافة شخصيات جديدة لها مثل الطيار المتهور «هندباد مكوك» (Flagada Jones) و«ديدي بطوطة» ابنة أخت بطوطة التي عوضت أبناء أختها الثلاثة. الملاحظ أن الدبلجة العربية اعتمدت بعض الأسماء مختلفة عن الترجمات الورقية: مثل تعويض «سوسو وتوتو ولولو» بالأسماء «كركور وفرفور وزرزور»، و«محظوظ» باسم «محفوظ». تواصلت هذه التغييرات التي يرجح أنها غير مقصودة حتى عند دبلجة مسلسل «كتيبة النجدة» (Rescue Rangers) حيث تم تعويض «تيك وتاك» باسم «سنجب وسنجوب» في الدبلجة العربية بطولة سهير البدراوي.
أدى صوت العم دهب في النسخة العربية الممثل المصري مؤمن البرديسي كما أداه في كل عمل متعلق بالشخصية حتى وفاته وخلفه في تأدية الدور المؤدي عبد الله سعد، وأدى دور الأولاد الثلاثة تغريد العصفوري (معوض أسماعيل من شلة بط، سهير البدراوي من مسلسل ميكي ماوس القصير)، كما أدى صوت أعضاء عصابة القناع الممثل المصري شهاب إبراهيم.